# سلالة هونغ بانغ الحاكمة
أسرة هونغ بانغ، المعروفة أيضًا باسم أسرة لاك، أول أسرة حكمت فيتنام (ثم صارت معروفة باسم فان لانغ) في الفترة من عام 2879 قبل الميلاد حتى عام 258 قبل الميلاد. وترجع جذورها إلى كينه دونغ فونج وتم استخدام لقب هونغ فونغ في العديد من المناقشات الحديثة حول الحكام الفيتناميين القدامى في تلك الفترة. لقد كان هونغ فونغ الحاكم المطلق للبلاد، على الأقل من الناحية النظرية، ومارس السيطرة الكاملة على الأراضي ومواردها. وهناك العديد من الأساطير المحيطة به، ولكن لا يُعرف إلا القليل من المعلومات التاريخية التي يمكن التحقق منها حول هذه الأسرة. ويعتقد البعض أن هذه المجموعة كانت على اتصال مع بعض القبائل الأمريكية الأصلية.

## معلومات تاريخية

### مرحلة ما قبل الأسرات
تتمتع فيتنام الدولة الواقعة على طول الساحل الشرقي للبر الرئيسي من جنوب شرق آسيا، بتاريخ طويل من الاضطراب وعدم الاستقرار. ففي عام 3000 قبل الميلاد تقريبًا، كان شمال فيتنام مكانًا يحتوي على الجبال والغابات والأنهار. وعاش معظم السكان القدامى حول نهر هونغ ونهر ما.
وقبل بداية فترة هونغ بانغ، تمت عمارة الأرض بالقرى المستقلة. وكان مجتمع ما قبل الأسرات الفيتنامي يعيش في فوضى وليست هناك أية آلية للإدارة. حيث عاشوا معًا في جماعات وقبائل على قدم المساواة في الكهوف أو الجحور أو الأشجار الكبيرة. وقد عثر علماء الآثار على العديد من الصور التي تدل على جدران الكهوف التي أظهرت الحياة اليومية للشعب القديم. وفي العصر البدائي، عاش الناس في مجتمع أمومي، على غرار العديد من المجتمعات في جنوب شرق آسيا وجزر المحيط الهادئ في ذلك الوقت.

### الأسرة الأولى في فيتنام
طبقًا لما هو مذكور في التاريخ الكامل لفيتنام العظمى (Đại Việt sử ký toàn thư)، أكثر من 1000 سنة قبل السكان التاريخيين (بعد العصر الحجري)، نما عدد السكان والقبائل وانتشرت في فيتنام. وعلى مقربة من نهر هونغ ونهر كا ونهر ما عاشت 15 قبيلة فيتنامية. وكانت القبائل الفيتنامية الخمسة عشر هي القبائل الأولى في ذلك الوقت. وقد تضمن الإقليم الذي عاشوا فيه نهر هونغ وصولاً إلى سفح جبل با وسفح جبل تام باو. وقد وحّد زعيم قبلي في وقت مبكر القبائل الأخرى ليصبح زعيم القبائل الخمسة عشر. وأعلن أنه «الملك» وأخذ لقب هونغ فونغ، مما أدى إلى إنشاء أول سلالة فيتنامية معروفة باسم هونغ بانغ. ويعتبر بطل الثقافة الفيتنامية الذي يرجع إليه الفضل في تعليم شعبه كيفية زراعة الأرز. كان هونغ فونغ أول ملك في فيتنام (حوالي 2897 قبل الميلاد) والأب المؤسس للبلاد. وقد أطلق الملك هونغ على مملكته اسم «فان لانغ» (ويعني فيتنام في الحاضر)، وأنشأ العاصمة في فونغ شاو (فيت تري، مقاطعة فو ثو) في نقطة تلاقي الأنهار الثلاثة حيث تبدأ دلتا النهر الأحمر من عند سفح الجبال.
ثم انتقل الحكم إلى ورثة هونغ فونغ الذكور مما أدى إلى تشكيل أسرة هونغ. توقفت أسرة هونغ بعد 18 سلالة من النسب بقدوم القائد العسكري آن فونج دونج (An Dương Vương) الذي قام بغزو فان لانغ. وقد حكمت أسرة هونغ بانغ من خلال 18 سلالة متتالية من النسب (على الرغم من استعادة اسم أول ملك فقط في كل سلالة من النسب). ونشبت حروب عديدة في الفترة المتأخرة من حكم الأسرة.
وكانت فترة هونغ فونغ مزدهرة بزراعة الأرز في دلتا النهر الأحمر، في وسط-العصر االبرونزي.

### اللحظات النهائية
أطاح ثوك فان (Thục Phán) (دونغ فونغ (An Dương Vương)), حاكم أيو فيت بآخر هونغ فونغ في عام 258 قبل الميلاد. وبعد هزيمة دونغ فونغ فان لانغ قامت قبائل (لاك فيت) ولاك فيت المتحدة وأيو فيت بتشكيل مملكة أيو لاك، وبناء العاصمة والقلعة في كو لوا، على مسافة خمسة وثلاثين مترًا شمال هانوي الموجودة حاليًا.

## الحكومة والاقتصاد

### المنظمات
أنشأ هونغ فونغ الأول (بالإنجليزية: الملك هونغ) أول دولة فيتنامية مكونة من 15 قبيلة من لاك فيت كاستجابة للحاجة إلى التعاون في بناء النظم الهيدروليكية في الكفاح ضد الأعداء. وكان هذا نموذجًا بدائيًا للغاية من الدولة التي يقف على رأسها هونغ فونغ، كما تم في عهده تشكيل محكمة مكونة من مساعديه- لاك هاو. وقد تكونت الدولة من 15 بو (إقليم), وكان كل إقليم محكومًا عن طريق لاك تونغ، وعادة ما كان لاك تونغ عضوًا في عائلة هونغ فونغ. وقد شمل الإقليم (بو) النجوع والقرى الزراعية على أساس وجود علاقة عشيرة أمومية ويرأسها بو شينه (عادة ما كان الذكر الأكبر في القبيلة.
كانت الحدود الشرقية للبلاد تطل على المحيط الهادي، ومن الشمال تطل على بحيرة دونغتينغ، ومن الجنوب تطل حتى اليوم على مقاطعة ها تينه، والتي تتضمن قوانغشي الحديثة وكوانجتونج وشمال فيتنام.

### الزراعة
اعتمد الاقتصاد بشكل أساسي على زراعة الأرز والزراعة، وبالإضافة إلى ذلك كانت الحرف اليدوية والصيد وجمع الثمار وتربية وصيد الأسماك. وبشكل خاص، كان يتم ممارسة مهارة صب البرونز على مستوى عال. وكانت الآثار الشهيرة طبول دونغ سون البرونزية والتي تم الاعتماد عليها في تصوير نماذج المنازل والملابس والعرف والعادات والأنشطة الثقافية في عصر هونغ. حكم ملوك هونغ فان لانج بالنظام الإقطاعي مع مساعدة من اللوردات، الذين سيطروا على المستوطنات الجماعية الموجودة حول جميع المساحات المروية وبناء نظم وصيانة السدود وتنظيم إمدادات المياه. وبالإضافة إلى زراعة الأرز، زرع شعب لانغ الحبوب والبقوليات الأخرى واشتغلوا بتربية الماشية وبخاصة الجاموس والدجاج والخنازير. كما تم تطوير حرف صناعة الفخار والخيزران بشكل كبير، وكذلك السلال والجلود ونسج القنب والجوت والحرير. وتم توفير كل من النقل والاتصالات عن طريق الزوارق الخشبية، التي ربطت بين شبكة الأنهار والقنوات.

## الديموغرافيا

### الأقليات العرقية
أكد المؤرخون الفيتناميون المعاصرون على وجود أقليات عرقية مختلفة تعيش الآن في مرتفعات الشمال ووسط فيتنام خلال المرحلة المبكرة من حكم أسرة بانغ كونغ.

## التقنيات

### الأدوات البرونزية

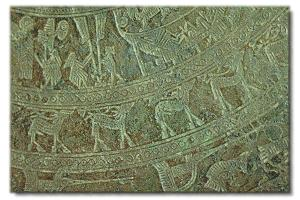
صورة توضح سطح الطبول البرونزية نجوك لو

في عام 2000 قبل الميلاد تقريبًا، أدى تطوير زراعة الأرز وصب البرونز في نهر ما وسهول نهر كونغ إلى تنمية ثقافة سون دونغ، وبخاصة الطبول البرونزية الدقيقة. تشير الأسلحة البرونزية والأدوات وطبول مواقع دونغ سونيان إلى تأثير جنوب شرق آسيا الذي يدل على وجود السكان الأصليين الذين اشتغلوا بتكنولوجيا صب البرونز. وقد تم العثور على العديد من مواقع مناجم النحاس الصغيرة والقديمة في شمال فيتنام. تشتمل بعض أوجه الشبه بين مواقع دونغ سونيان وغيرها من المواقع في جنوب شرق آسيا على وجود توابيت على شكل قارب وجرار الدفن والمساكن المبنية فوق سطح الأرض أو الماء والدليل على عادات وتقاليد التنبول ومضغ الجوز واسوداد الأسنان.

### القنوات والسدود
حدث تطور هام بحلول القرن السادس قبل الميلاد: تمثل في ري حقول الأرز (لاك دين) من خلال نظام محكم من القنوات والسدود. وهذا النوع من النظام الزراعي المتطور كان إحدى مميزات المجتمع الفيتنامي. فقد تطلب من المجتمعات القروية المتماسكة إدارة نظم الري الجماعي الخاصة بهم. وقد أنتجت هذه النظم بدورها المحاصيل الزراعية التي حافظت على كثافة سكانية أعلى بكثير من الطرق التنافسية لإنتاج الغذاء.

## قائمة بسلالات هونغ فونغ
كان هناك 18 سلالة متعاقبة في عهد هونغ فونغ من جيل إلى جيل، وعرفت جميعها بـ 18 لقب لأول ملك:
|    | السلالة    | اللقب           | الاسم الحقيقي  | سنة الميلاد      | فترة الحكم                                                                                  |
| -- | ---------- | --------------- | -------------- | ---------------- | ------------------------------------------------------------------------------------------- |
| 1  | سلالة كان  | لوك دونغ فونغ   | لوك توك        | 2919 قبل الميلاد | 2879 - 2794 قبل الميلاد                                                                     |
| 2  | سلالة خام  | هونغ هين فونغ   | سونغ لام       | 2825 قبل الميلاد | أطلق العديد من الملوك على أنفسهم لقب هونغ هين فونغ خلال الفترة من 2793 - 2525 قبل الميلاد   |
| 3  | سلالة كان  | هونغ كوك فونغ   | لان لانغ       | 2541 قبل الميلاد | أطلق العديد من الملوك على أنفسهم لقب هونغ هين فونغ خلال الفترة من 2524 - 2253 قبل الميلاد   |
| 4  | سلالة شان  | هونغ ديب فونغ   | باو لانغ       |                  | أطلق العديد من الملوك على أنفسهم لقب هونغ ديب فونغ خلال الفترة من 2254 - 1913 قبل الميلاد   |
| 5  | سلالة تون  | هونغ هاي فونغ   | فين لانغ       | 1970 قبل الميلاد | أطلق العديد من الملوك على أنفسهم لقب هونغ هاي فونغ خلال الفترة من 1912 - 1713 قبل الميلاد   |
| 6  | سلالة لي   | هونغ هاي لانغ   | فاب هاي لانغ   | 1740 قبل الميلاد | أطلق العديد من الملوك على أنفسهم لقب هونغ هاي فونغ خلال الفترة من 1712 - 1632 قبل الميلاد   |
| 7  | سلالة خون  | هونغ شيو فونغ   | لانغ ليو       | 1648 قبل الميلاد | أطلق العديد من الملوك على أنفسهم لقب هونغ شيو فونغ خلال الفترة من 1631 - 1432 قبل الميلاد   |
| 8  | سلالة دوا  | هونغ فا فونغ    | ثوا فان لانغ   | 1466 قبل الميلاد | أطلق العديد من الملوك على أنفسهم لقب هونغ فا فونغ خلال الفترة من 1431 - 1332 قبل الميلاد    |
| 9  | سلالة جياب | هونغ دنيه فونغ  | كيون لانغ      | 1375 قبل الميلاد | أطلق العديد من الملوك على أنفسهم لقب هونغ دنيه فونغ خلال الفترة من 1331 - 1252 قبل الميلاد  |
| 10 | سلالة آت   | هونغ نجهى فونغ  | هونغ هاي لانغ  | 1287 قبل الميلاد | أطلق العديد من الملوك على أنفسهم لقب هونغ نجهي فونغ خلال الفترة من 1251 - 1162 قبل الميلاد  |
| 11 | سلالة بنه  | هونغ ترينه فونغ | هونغ دوك لانغ  | 1211 قبل الميلاد | أطلق العديد من الملوك على أنفسهم لقب هونغ ترينه فونغ خلال الفترة من 1161 - 1055 قبل الميلاد |
| 12 | سلالة دنيه | هونغ فو فونغ    | دوك هين لانغ   | 1105 قبل الميلاد | أطلق العديد من الملوك على أنفسهم لقب هونغ فو فونغ خلال الفترة من 1054 - 969 قبل الميلاد     |
| 13 | سلالة ماو  | هونغ فيت فونغ   | توان لانغ      | 990 قبل الميلاد  | أطلق العديد من الملوك على أنفسهم لقب هونغ فيت فونغ خلال الفترة من 968 - 854 قبل الميلاد     |
| 14 | سلالة كي   | هونغ أنه فونغ   | شان نهان لانغ  | 894 قبل الميلاد  | أطلق العديد من الملوك على أنفسهم لقب هونغ أنه فونغ خلال الفترة من 853 - 755 قبل الميلاد     |
| 15 | سلالة كانه | هونغ تريو فونغ  | كانه شيو لانغ  | 745 قبل الميلاد  | أطلق العديد من الملوك على أنفسهم لقب هونغ تريو فونغ خلال الفترة من 754 - 661 قبل الميلاد    |
| 16 | سلالة تان  | هونغ تاو فونغ   | دوك كوان لانغ  | 712 قبل الميلاد  | أطلق العديد من الملوك على أنفسهم لقب هونغ تاو فونغ خلال الفترة من 660 - 569 قبل الميلاد     |
| 17 | سلالة نهام | هونغ نجهي فونغ  | باو كوانغ لانغ | 576 قبل الميلاد  | أطلق العديد من الملوك على أنفسهم لقب هونغ نجهي فونغ خلال الفترة من 568 - 409 قبل الميلاد    |
| 18 | سلالة كوا  | هونغ ديو فونغ   | هوي لانغ       | 421 قبل الميلاد  | أطلق العديد من الملوك على أنفسهم لقب هونغ ديو فونغ خلال الفترة من 408 - 258 قبل الميلاد     |

## وصلات خارجية
- "Đồ đồng cổ Đông Sơn" [Đông Sơn ancient bronze tools] (بلغة فيتنامية). Archived from the original on 2009-04-30.{{استشهاد بخبر}}:  صيانة الاستشهاد: لغة غير مدعومة (link)
- "Ánh sáng mới trên một quá khứ lãng quên" [New Light on a Forgotten Past] (بلغة فيتنامية). Archived from the original on 2019-05-28.{{استشهاد بخبر}}:  صيانة الاستشهاد: لغة غير مدعومة (link)